# Eliminacje do Mistrzostw Europy w Piłce Nożnej 2008/Grupa B
27 stycznia 2006 odbyło się losowanie grup eliminacyjnych Euro 2008. 50 zespołów narodowych, które biorą udział w tych rozgrywkach zostało podzielonych przez UEFA na sześć koszyków po siedem drużyn oraz jeden, w którym jest ośmiu uczestników. Do grupy B zostały rozlosowane następujące drużyny:
- Francja
- Włochy
- Szkocja
- Ukraina
- Gruzja
- Litwa
- Wyspy Owcze

Eliminacje w grupie B rozpoczęły się 16 sierpnia 2006, a skończyły się 21 listopada 2007.

## Tabela
| Drużyna     | Pkt | M  | Z | R | P  | Br+ | Br- | +/- |
| ----------- | --- | -- | - | - | -- | --- | --- | --- |
| Włochy      | 29  | 12 | 9 | 2 | 1  | 22  | 9   | +13 |
| Francja     | 26  | 12 | 8 | 2 | 2  | 25  | 5   | +20 |
| Szkocja     | 24  | 12 | 8 | 0 | 4  | 21  | 12  | +9  |
| Ukraina     | 17  | 12 | 5 | 2 | 5  | 18  | 16  | +2  |
| Litwa       | 16  | 12 | 5 | 1 | 6  | 11  | 13  | -2  |
| Gruzja      | 10  | 12 | 3 | 1 | 8  | 16  | 19  | -3  |
| Wyspy Owcze | 0   | 12 | 0 | 0 | 12 | 4   | 43  | -39 |

Uwagi:
Do finałów ME 2008 awansowały:
- Włochy
- Francja

Bez awansu pozostały:
- Szkocja
- Ukraina
- Litwa
- Gruzja
- Wyspy Owcze

## Wyniki
| 16 sierpnia 2006 20:00 CET | Wyspy Owcze | 0:6en | Gruzja · Mudżiri 16' · A.Iaszwili 18' · Arweladze 37', 62', 82' · Kobiaszwili 51' (k) | Svangaskarð, Toftir · Widzów: 2 114 · Sędzia: Michael Ross ( Irlandia Północna) |
|                            |             |       |                                                                                       |                                                                                 |

| 2 września 2006 16:00 CET | Szkocja · Fletcher 7' · McFadden 10' · Boyd 24' (k), 38' · Miller 30' (k) · O’Connor 85' | 6:0en | Wyspy Owcze | Celtic Park, Glasgow · Widzów: 50 059 · Sędzia: Igor Jegorow ( Rosja) |
|                           |                                                                                          |       |             |                                                                       |

| 2 września 2006 17:00 CET | Gruzja | 0:3en | Francja · Malouda 7' · Saha 16' · Asatiani 47' (sam.) | Stadion im. Borisa Paiczadze, Tbilisi · Widzów: 65 000 · Sędzia: Jan Wegereef ( Holandia) |
|                           |        |       |                                                       |                                                                                           |

| 2 września 2006 20:50 CET | Włochy · Inzaghi 30' | 1:1en | Litwa · Danilevičius 21' | Stadio San Paolo, Neapol · Widzów: 60 000 · Sędzia: Martin Hansson ( Szwecja) |
|                           |                      |       |                          |                                                                               |

| 6 września 2006 18:00 CET | Ukraina · Szewczenko 31' · Rotan 60' · Rusoł 80' | 3:2en | Gruzja · Arweladze 38' · Demetradze 62' | Stadion Olimpijski, Kijów · Widzów: 40 000 · Sędzia: Jaroslav Jára ( Czechy) |
|                           |                                                  |       |                                         |                                                                              |

| 6 września 2006 18:30 CET | Litwa · Miceika 85' | 1:2en | Szkocja · Dailly 46' · Miller 62' | Stadion im. S. Dariusa i S. Girėnasa, Kowno · Widzów: 6 500 · Sędzia: Vladimír Hriňák ( Słowacja) |
|                           |                     |       |                                   |                                                                                                   |

| 6 września 2006 21:00 CET | Francja · Govou 2', 55' · Henry 18' | 3:1en | Włochy · Gilardino 20' | Stade de France, Saint-Denis · Widzów: 78 800 · Sędzia: Herbert Fandel ( Niemcy) |
|                           |                                     |       |                        |                                                                                  |

| 7 października 2006 16:00 CET | Wyspy Owcze | 0:1en | Litwa · Skerla 89' | Tórsvøllur, Thorshavn · Widzów: 1 982 · Sędzia: Anthony Buttimer ( Irlandia) |
|                               |             |       |                    |                                                                              |

| 7 października 2006 18:00 CET | Szkocja · Caldwell 67' | 1:0en | Francja | Hampden Park, Glasgow · Widzów: 52 500 · Sędzia: Massimo Busacca ( Szwajcaria) |
|                               |                        |       |         |                                                                                |

| 7 października 2006 20:50 CET | Włochy · Oddo 72' (k) · Toni 79' | 2:0en | Ukraina | Stadio Olimpico, Rzym · Widzów: 49 149 · Sędzia: Kiros Wasaras ( Grecja) |
|                               |                                  |       |         |                                                                          |

| 11 października 2006 19:00 CET | Ukraina · Kuczer 60' · Szewczenko 90' (k) | 2:0en | Szkocja | Stadion Olimpijski, Kijów · Widzów: 55 000 · Sędzia: Martin Hansson ( Szwecja) |
|                                |                                           |       |         |                                                                                |

| 11 października 2006 19:00 CET | Gruzja · Szasziaszwili 26' | 1:3en | Włochy · De Rossi 18' · Camoranesi 63' · Perrotta 71' | Stadion im. Borisa Paiczadze, Tbilisi · Widzów: 50 000 · Sędzia: Mike Riley ( Anglia) |
|                                |                            |       |                                                       |                                                                                       |

| 11 października 2006 21:00 CET | Francja · Saha 1' · Henry 22' · Anelka 77' · Trezeguet 79', 84' | 5:0en | Wyspy Owcze | Stade Auguste Bonal, Montbéliard · Widzów: 19 314 · Sędzia: Sorin Corpodean ( Rumunia) |
|                                |                                                                 |       |             |                                                                                        |

| 24 marca 2007 16:00 CET | Szkocja · Boyd 11' · Beattie 89' | 2:1en | Gruzja · Arweladze 40' | Hampden Park, Glasgow · Widzów: 50 850 · Sędzia: Nicolai Vollquartz ( Dania) |
|                         |                                  |       |                        |                                                                              |

| 24 marca 2007 16:00 CET | Wyspy Owcze | 0:2en | Ukraina · Jezerski 20' · Husiew 57' | Svangaskarð, Toftir · Widzów: 717 · Sędzia: Damir Skomina ( Słowenia) |
|                         |             |       |                                     |                                                                       |

| 24 marca 2007 18:00 CET | Litwa | 0:1en | Francja · Anelka 73' | Stadion im. S. Dariusa i S. Girėnasa, Kowno · Widzów: 8 000 · Sędzia: Howard Webb ( Anglia) |
|                         |       |       |                      |                                                                                             |

| 28 marca 2007 17:00 CET | Ukraina · Husiew 48' | 1:0en | Litwa | Stadion Centralny, Odessa · Widzów: 33 600 · Sędzia: Florian Meyer ( Niemcy) |
|                         |                      |       |       |                                                                              |

| 28 marca 2007 17:00 CET | Gruzja · Siradze 26' · A.Iaszwili 45', 90+2' (k) | 3:1en | Wyspy Owcze · Jacobsen 56' | Stadion im. Borisa Paiczadze, Tbilisi · Widzów: 15 000 · Sędzia: Pavel Saliy ( Kazachstan) |
|                         |                                                  |       |                            |                                                                                            |

| 28 marca 2007 20:50 CET | Włochy · Toni 12', 70' | 2:0en | Szkocja | Stadio San Nicola, Bari · Widzów: 37 500 · Sędzia: Frank De Bleeckere ( Belgia) |
|                         |                        |       |         |                                                                                 |

| 2 czerwca 2007 20:00 CET | Litwa · Mikoliūnas 78' | 1:0en | Gruzja | Stadion im. S. Dariusa i S. Girėnasa, Kowno · Widzów: 6 000 · Sędzia: Claudio Circhetta ( Szwajcaria) |
|                          |                        |       |        | |

| 2 czerwca 2007 20:45 CET | Wyspy Owcze · Jacobsen 77' | 1:2en | Włochy · Inzaghi 12', 48' | Tórsvøllur, Thorshavn · Widzów: 5 987 · Sędzia: Robert Małek ( Polska) |
|                          |                            |       |                           |                                                                        |

| 2 czerwca 2007 21:00 CET | Francja · Ribéry 57' · Anelka 72' | 2:0en | Ukraina | Stade de France, Saint-Denis · Widzów: 80 051 · Sędzia: Luis Medina Cantalejo ( Hiszpania) |
|                          |                                   |       |         |                                                                                            |

| 6 czerwca 2007 18:15 CET | Wyspy Owcze | 0:2en | Szkocja · Maloney 31' · O’Connor 35' | Svangaskarð, Toftir · Widzów: 4 600 · Sędzia: Georgios Kasnaferis ( Grecja) |
|                          |             |       |                                      |                                                                             |

| 6 czerwca 2007 20:45 CET | Litwa | 0:2en | Włochy · Quagliarella 32', 45' | Stadion im. S. Dariusa i S. Girėnasa, Kowno · Widzów: 7 000 · Sędzia: Pieter Vink ( Holandia) |
|                          |       |       |                                |                                                                                               |

| 6 czerwca 2007 21:00 CET | Francja · Nasri 34' | 1:0en | Gruzja | Stade l’Abbé-Deschamps, Auxerre · Widzów: 21 000 · Sędzia: Lucilio Cardoso Cortez Batista ( Portugalia) |
|                          |                     |       |        | |

| 8 września 2007 16:00 CET | Szkocja · Boyd 30' · McManus 77' · McFadden 83' | 3:1en | Litwa · Danilevičius 61' (k) | Hampden Park, Glasgow · Widzów: 51 349 · Sędzia: Damir Skomina ( Słowenia) |
|                           |                                                 |       |                              |                                                                            |

| 8 września 2007 17:00 CET | Gruzja · Siradze 89' | 1:1en | Ukraina · Szełajew 9' | Stadion im. Borisa Paiczadze, Tbilisi · Widzów: 25 000 · Sędzia: Alain Hamer ( Luksemburg) |
|                           |                      |       |                       |                                                                                            |

| 8 września 2007 20:50 CET | Włochy | 0:0en | Francja | San Siro, Mediolan · Sędzia: Ľuboš Micheľ ( Słowacja) |
|                           |        |       |         |                                                       |

| 12 września 2007 19:00 CET | Litwa · Jankauskas 8' · Danilevičius 53' | 2:1en | Wyspy Owcze · Jacobsen 90+3' | Stadion im. S. Dariusa i S. Girėnasa, Kowno · Widzów: 4 000 · Sędzia: Cwetan Georgiew ( Bułgaria) |
|                            |                                          |       |                              |                                                                                                   |

| 12 września 2007 20:45 CET | Ukraina · Szewczenko 71' | 1:2en | Włochy · Di Natale 41', 76' | Stadion Olimpijski, Kijów · Widzów: 41 500 · Sędzia: Howard Webb ( Anglia) |
|                            |                          |       |                             |                                                                            |

| 12 września 2007 21:00 CET | Francja | 0:1en | Szkocja · McFadden 64' | Parc des Princes, Paryż · Widzów: 42 000 · Sędzia: Konrad Plautz ( Austria) |
|                            |         |       |                        |                                                                             |

| 13 października 2007 15:00 | Szkocja · Miller 4' · McCulloch 10' · McFadden 68' | 3:1en | Ukraina · Szewczenko 24' | Hampden Park, Glasgow · Widzów: 50 589 · Sędzia: Pieter Vink Holandia |
|                            |                                                    |       |                          |                                                                       |

| 13 października 2007 20:50 | Włochy · Pirlo 44' · Grosso 84' | 2:0en | Gruzja | Stadio Luigi Ferraris, Genua · Widzów: 23 057 · Sędzia: Carlos Megía Dávila ( Hiszpania) |
|                            |                                 |       |        |                                                                                          |

| 13 października 2007 16:00 | Wyspy Owcze | 0:6en | Francja · Anelka 6' · Henry 8' · Benzema 50', 81' · Rothen 66' · Ben Arfa 90+4' | Tórsvøllur, Thorshavn · Widzów: 8 076 · Sędzia: Gabriele Rossi ( San Marino) |
|                            |             |       |                                                                                 |                                                                              |

| 17 października 2007 21:00 | Gruzja · Mczedlidze 16' · Siradze 64' | 2:0en | Szkocja | Stadion im. Borisa Paiczadze, Tbilisi · Widzów: 36 500 · Sędzia: Knut Kircher ( Niemcy) |
|                            |                                       |       |         |                                                                                         |

| 17 października 2007 19:00 | Ukraina · Kaliniczenko 40', 49', 64' · Husiew 43', 45' | 5:0en | Wyspy Owcze | Stadion Olimpijski, Kijów · Widzów: 3 000 · Sędzia: Haim Jakov ( Izrael) |
|                            |                                                        |       |             |                                                                          |

| 17 października 2007 21:00 | Francja · Henry 80', 82' | 2:0en | Litwa | Stade de la Beaujoire, Nantes · Widzów: 36 350 · Sędzia: Viktor Kassai ( Węgry) |
|                            |                          |       |       |                                                                                 |

| 17 listopada 2007 18:00 | Szkocja · Ferguson 65' | 1:2en | Włochy · Toni 2' · Panucci 90+2' | Hampden Park, Glasgow · Widzów: 51 301 · Sędzia: Manuel Mejuto González ( Hiszpania) |
|                         |                        |       |                                  |                                                                                      |

| 17 listopada 2007 19:00 | Litwa · Savėnas 41' · Danilevičius 67' | 2:0 | Ukraina | Stadion im. S. Dariusa i S. Girėnasa, Kowno · Widzów: 3 000 · Sędzia: David Malcolm ( Irlandia Północna) |
|                         |                                        |     |         | |

| 21 listopada 2007 19:30 | Gruzja | 0:2 | Litwa · Kšanavičius 52', 90+6' | Stadion im. Borisa Paiczadze, Tbilisi · Widzów: 30 000 · Sędzia: Ałeksandar Stawrew ( Macedonia Północna) |
|                         |        |     |                                | |

| 21 listopada 2007 20:30 | Włochy · Benjaminsen 11' (sam.) · Toni 36' · Chiellini 41' | 3:1 | Wyspy Owcze · Jacobsen 83' | Stadio Alberto Braglia, Modena · Widzów: 19 000 · Sędzia: Florian Meyer ( Niemcy) |
|                         |                                                            |     |                            |                                                                                   |

| 21 listopada 2007 21:30 | Ukraina · Woronin 14' · Szewczenko 46' | 2:2 | Francja · Henry 20' · Govou 34' | Stadion Olimpijski, Kijów · Widzów: 30 000 · Sędzia: Tom Henning Øvrebø ( Norwegia) |
|                         |                                        |     |                                 |                                                                                     |